# La Sortie de l'usine Lumière à Lyon
La Sortie de l'usine Lumière à Lyon é um dos primeiros filmes da história do cinema, foi produzido e distribuído em 1895 pelos irmãos Lumière. É, por vezes, considerado como o primeiro filme a ser projetado em público. É um filme de curta-metragem com uma duração de cerca de 45 segundos.
O primeiro cineasta português, Aurélio Paz dos Reis, produziu e realizou uma réplica deste filme em 1896, Saída do Pessoal Operário da Fábrica Confiança, gravado na cidade do Porto, e que viria a ser o primeiro filme português.